# Moreno's punaduif
De Moreno's punaduif (Metriopelia morenoi) is een vogel uit de familie Columbidae (duiven). Deze vogel is genoemd naar de ontdekker, de Argentijnse natuuronderzoeker Francisco Moreno (1852-1919).

## Verspreiding en leefgebied
Deze soort is endemisch in noordwestelijk Argentinië.